# Gens (comportamiento)
Gens (pl. gentes) o raza de huésped, en etología, es un tipo de linaje especializado en una clase de huésped que aparece en las especies que practican el parasitismo de puesta. Las especies parásitas de puesta, como los cucos, que usan a múltiples especies como huéspedes para criar a sus polluelos evolucionan en diferentes gentes, cada una de ellas especializada en una especie huésped. Esta especialización permite al parásito poner huevos que imitan a los de cada huésped, lo que reduce las posibilidades de que el hospedador los rechace.
El mecanismo que exacto de la evolución y el mantenimiento de la gens es todavía objeto de investigación. Sin embargo, se cree que en el caso del cuco común los caracteres específicos de cada gens están ligados al sexo y residen en el cromosoma W de la hembra, y estas reconocen a la especie huésped por impronta en su nacimiento. Los machos de los cucos, que como todos los machos de las aves no tienen cromosoma W, pueden aparearse con hembras de cualquier gens, y así mantener la unidad de la especie sin alterar la gens de las hembras. Este no es el caso de otras especies de parásitos de puesta como los tordos pertenecientes a Molothrus, en los cuales tanto los machos como las hembras se impregnan de sus huéspedes preferidos. Esto conduce a la especiación como en las viudas que se ha probado que tienen un origen evolutivo más reciente que el de sus huéspedes.